# Ik Mik Loreland
Ik Mik Loreland was een educatief televisieprogramma ter ondersteuning bij het aanvankelijk lezen en spellen. Het programma was van 1994 tot 2002 op de televisie te zien, in de vorm van een televisieserie. De serie bestaat uit 28 afleveringen, verdeeld over twee seizoenen. De serie werd geregisseerd door Jan Jens Molenaar en werd vanaf 1994 uitgezonden door de NOT, later Teleac/NOT in coproductie met de BRTN.
Het was bedoeld als vermakelijk educatief programma voor kinderen uit groep 3 van de basisschool die beginnen met lezen en schrijven, met inventieve verwijzingen naar de moderne computertechnologie. Het doel was het onderwijs ondersteunen in de eerste fase van het voortgezet technisch en begrijpend lezen. De serie sluit aan bij de, in het Nederlands basisonderwijs meest gebruikte, leesmethode Veilig leren lezen. Door middel van de avonturen van het meisje Mik leert de serie woorden en letters aan kinderen en is een aanvulling op het leren lezen en spellen.
Toen Uitgeverij Zwijsen in 2004 besloot om een nieuwe versie van Veilig leren lezen te publiceren, maakte Teleac/NOT een nieuwe serie onder de naam Leesdas Lettervos Boekentas.

## Verhaal
Mik woont in Loria, een land dat verzot is op letters en woorden. Iedereen kan schrijven en lezen en doet dat dan ook de hele dag. Behalve Karbonkel, een eenogig monster dat kan toveren. Karbonkel woont ook in Loria maar kan niet lezen en schrijven, want dat kunnen Karbonkels nou eenmaal niet. Aan het begin van het verhaal probeert hij het verhaal van de Karbonkels te vertellen, omdat hij de laatste Karbonkel is. Helaas lukt het hem niet en hij wordt hierdoor zo gefrustreerd dat hij alle letters en woorden uit Loria laat verdwijnen, waardoor Loria verandert in het analfabete Loreland. Mik moet de weggeblazen letters daarna weer terug zoeken in de landen Kratermaan (waar ze Sok, haar knuffel, verliest), Huiverhuizen, Doolgaarde, Wildewoud, Weerwater en Kramerije, landen waar iedereen een eigen bijzonderheid heeft, waar ze een scala aan kleurrijke figuren ontmoet en een hoop avonturen beleeft. Met haar laptop en schrift reist ze door deze landen heen om de letters terug te vinden.
Karbonkel achtervolgt haar door de gehele serie om haar 'dwars te zitten'. Hoe meer letters en woorden verzameld worden, hoe menselijker Karbonkel wordt. Hij leert namelijk steeds beter lezen en schrijven. Aan het einde van de eerste serie raakt hij bevriend met Mik en in de tweede serie is hij vrijwel geheel menselijk.
In de tweede serie heeft Karbonkel leren lezen en schrijven en krijgt hij een oproep van de Bovenbonkel, de baas van alle Karbonkels. De Bovenbonkel vraagt hem naar Karbonkelland te komen, waar hij thuishoort. Dit doet hij en hij reist via Loriool (dat onder Loria ligt), Grauwbergen en Pretput (waar de ingang is van een hele hoge toren) naar Karbonkelland, dat er uit ziet als een eiland. Mik en Sokje volgen hem en proberen hem tegen te houden. Tijdens de reis komen Karbonkel, Sokje en Mik verschillende figuren tegen en worden verwijzingen gemaakt naar figuren uit de eerste reeks. De Bovenbonkel probeert de gehele reis Mik en Sokje tegen te houden en Mik te laten slapen. Uiteindelijk verslaat Karbonkel de Bovenbonkel en leert Mik de Karbonkels uit Karbonkelland ook lezen en schrijven.

## Personages en acteurs

### Hoofdrollen
- Mik - Marjolein Macrander
- Karbonkel - Siem van Leeuwen (in seizoen 1 enkel stem)
- Sok - Catherine van Woerden (stem)

### Gastacteurs
- Jool - Hans Daalder
- Reus - Gerald Stadwijk
- Heer Konijn - John Buijsman
- Zwerfkei - Stef de Reuver
- Grapjas - Raphael Troch
- Jas de Zakkenman - Wil van der Meer
- Wiswasman - Bruun Kuijt
- Vogelschrik - Lindai Boogerman
- Poes - Christel Domen
- Karbonkels - Lindai Boogerman, Stef de Reuver, Rik Rikken
- Steendwergen - Paul Korssen, Har Smeets, Luc Theeboom, Raphael Troch, David Vos

### Stemmen
- Aap - Anne-Mieke Ruyten
- Jas - Wil van der Meer
- Praatpaal - Siem van Leeuwen
- Gin - Stef de Reuver
- Gap - Rik Rikken
- Vogelschrik - Liesbeth Smulders
- Mini-karbonkel - Siem van Leeuwen
- Bovenbonkel - Martin Soeters
- Verteller (animatie) - Barbara Gozens

## Afleveringen

### Seizoen 1 (1994/1995)
| Afl. | Code  | Titel                            | Uitzenddatum      |
| ---- | ----- | -------------------------------- | ----------------- |
| 1    | 01x01 | Loria Loreland                   | 6 september 1994  |
| 2    | 01x02 | Rozegeur en maneschijn           | 13 september 1994 |
| 3    | 01x03 | Sjok, sjok, sjok                 | 20 september 1994 |
| 4    | 01x04 | Ha, ha, Haakpen is de naam       | 27 september 1994 |
| 5    | 01x05 | Tien tenen op een rij            | 4 oktober 1994    |
| 6    | 01x06 | Zes ogen en een boze buik        | 11 oktober 1994   |
| 7    | 01x07 | Doolpoezen en dwaalapen          | 31 oktober 1994   |
| 8    | 01x08 | Een dikke dansende draak         | 8 november 1994   |
| 9    | 01x09 | EE-vreters en koe-koekklokken    | 15 november 1994  |
| 10   | 01x10 | Zeepbellen en ijsschotsen        | 22 november 1994  |
| 11   | 01x11 | Knoopkonijnen en praathekken     | 29 november 1994  |
| 12   | 01x12 | Wegwerkertjes en droombomen      | 6 december 1994   |
| 13   | 01x13 | De takkemars                     | 13 december 1994  |
| 14   | 01x14 | Woordvissen in Weerwater         | 20 december 1994  |
| 15   | 01x15 | Riemslangen en woordbijlen       | 17 januari 1995   |
| 16   | 01x16 | Een boot van papier              | 24 januari 1995   |
| 17   | 01x17 | Vooruit met de geit              | 31 januari 1995   |
| 18   | 01x18 | Ik zie, ik zie wat jij niet ziet | 7 februari 1995   |
| 19   | 01x19 | Het rad van fortuin              | 14 februari 1995  |
| 20   | 01x20 | Loreland Loria                   | 21 februari 1995  |

### Seizoen 2 (1996)
| Afl. | Code  | Titel                        | Uitzenddatum  |
| ---- | ----- | ---------------------------- | ------------- |
| 21   | 02x01 | Kom, Karbonkel, kom...       | 20 maart 1996 |
| 22   | 02x02 | In Loriool                   | 27 maart 1996 |
| 23   | 02x03 | De vergeethoek               | 3 april 1996  |
| 24   | 02x04 | Grauwbergen                  | 10 april 1996 |
| 25   | 02x05 | Steenhouwers en torenbouwers | 17 april 1996 |
| 26   | 02x06 | Vaar met de veerboot         | 24 april 1996 |
| 27   | 02x07 | Pretput                      | 1 mei 1996    |
| 28   | 02x08 | De laatste draad             | 8 mei 1996    |

## Productie
Siem van Leeuwen kroop in de huid van Karbonkel in de tweede reeks. Voor de tweede reeks werd de Karbonkelpop van de eerste reeks aangepast en gebruikt als Bovenbonkel. De Karbonkelpop is bewaard gebleven in het archief.

## Kritiek
De serie kreeg, vooral van ouders, veel kritiek te verduren omdat veel jonge kinderen bang waren voor Karbonkel. Sommige kinderen kregen er zelfs nachtmerries door. De makers van de serie kwamen er pas achter dat Karbonkel zo eng was toen de serie al werd uitgezonden. Ik Mik Loreland was toen nog voor een groot deel in productie dus het was, door de loop van het verhaal, niet mogelijk om alle enge elementen eruit te halen. Na de eerste twintig afleveringen is Karbonkel wel minder eng gemaakt door hem meer op een mens te laten lijken. Hij werd toen gespeeld door acteur Siem van Leeuwen die eerder al de stem van Karbonkel insprak. 
Ondanks de kritiek was de serie erg succesvol. Vooral doordat het zo spannend was wilden kinderen blijven kijken om te weten hoe het verder zou gaan. Daarnaast bleek de serie ook echt te helpen voor kinderen met leer- en leesproblemen of die zwakbegaafd zijn. Anno 2015 wordt de serie nog steeds op enkele basisscholen in Nederland gebruikt bij het leren lezen en schrijven in groep 3.